# Marcos Sacramento
Marcos Sacramento Rimoli (Niterói, 27 de julho de 1960), mais conhecido como Marcos Sacramento é um cantor, compositor e, desde 2010, atua também no teatro musical brasileiro. Em mais de 30 anos de carreira lançou dezesseis álbuns, sendo seis solo e dez em duos com Soraya Ravenle, Luís Filipe de Lima, Clara Sandroni, Nilze Carvalho, Zé Paulo Becker e Carlos Fucs além de dezessete participações em coletâneas.
      Sacramento destaca-se na cena musical brasileira contemporânea, com seu canto cheio de personalidade e sedução, provocando reações como a do escritor Ruy Castro: “Não há nada que ele não possa cantar. Seu domínio é absoluto quando solta a voz e, se quiser, se adianta e se atrasa, faz recitativo ou breque, muda de tom no meio de uma palavra e aterrissa com perfeição na última silaba, tudo isto com o maior balanço. Não é apenas um sambista perfeito, mas um cantor completo. (...) Não há muita gente por aí capaz dessas proezas” (Outubro, 2004).
      Já esteve em vários palcos do mundo, com destaque para França (Paris, Toulon, Marseille, Anecy, Bordeaux, Córsega), Itália (Orvieto), Portugal (Lisboa, Caiscais), Holanda (Amsterdam), Noruega (Harstad), Estados Unidos (Washington, Boston, Nova Iorque), Argentina (Buenos Aires) e Gabão (Libreville). Esteve presente nos mais importantes festivais de verão europeus com destaque para Festival Delta Tejo, Sanary sur Mer, Arts Festival of North Norway, Úmbria Jazz Festival e The Brazilian Summer Sessions – Bimhuis.
      No Brasil levou seus espetáculos a diversas capitais, como Rio de Janeiro, São Paulo, Brasília, Belo Horizonte, Recife, Curitiba, Fortaleza, Maceió, João Pessoa, Porto Alegre, Salvador, Belém, além de inúmeras cidades do interior.
Gravou trilhas para séries e novelas da Rede Globo de Televisão e da extinta TV Manchete, além de participar de diversos programas como Hebe, Programa do Jô, Ensaio, Senhor Brasil, Sem Censura e Som Brasil.
      “A Modernidade da Tradição”, foi considerado pela revista francesa “Le Monde de La Musique” como o melhor disco brasileiro lançado na França no ano de 1997. O álbum “Sacramentos” foi escolhido para a seleção FIP – France Inter Paris – uma das rádios mais importantes da França, 2007. Foi indicado ao Prêmio Tim de melhor cantor do ano de 2007 e ao Prêmio Rival de melhor cantor de 2008. Em 2010 foi o vencedor do Prêmio da Música Popular Brasileira Samba na Lapa como melhor cantor.
      Atualmente circula com os shows Autorretrato (acompanhado de sua banda: Luiz Flavio Alcofra, Netinho Albuquerque, Pedro Aune e Daniel Vasques), Valserestas, Aracy de Almeida – A Rainha dos Parangolés (Duo com o violonista Luiz Flávio Alcofra), Todo Mundo Quer Amar e Afro-Sambas (Duo com o violonista Zé Paulo Becker).

## Discografia

### Álbuns solo
• 2021 - Caminho para o samba
• 2018 - Drago
- 2017 - Aracy de Almeida, a rainha dos parangolés (com Luiz Flavio Alcofra)
- 2014 - Autorretrato
- 2012 - Todo mundo quer amar (com Zé Paulo Becker)
- 2009 - Na cabeça
- 2008 - Modernidade da Tradição
- 2006 - Sacramentos
- 2005 - Fossa nova (com Carlos Fuchs)
- 2003 - Memorável samba
- 2002 - Saravá, Baden Powell (com Clara Sandroni)
- 1998 - Caracane
- 1997 - Modernidade da Tradição
- 1994 - Modernidade da Tradição

### Álbuns coletivos
- 2011 - É com esse que eu vou (DVD)
- 2010 - É com esse que eu vou (CD)
- 2010 - Breque moderno
- 2002 - Notáveis desconhecidos
- 2002 - É sim, sinhô - Vol. III
- 2002 - É sim, sinhô - Vol. II
- 1999 - É sim, sinhô
- 1986 - Cão Sem Dono

### Participações
- 2012 - Nova dança - João Callado
- 2011 - Uma flor para Nelson Cavaquinho - Dona Carola
- 2011 - As Cariocas - Sem Compromisso
- 2011 - O samba carioca de Wilson Baptista
- 2011 - Insensato Coração
- 2010 - As melhores Marquinhas do Carnaval 2010
- 2009 - 100 anos Ataulfo Alves
- 2009 - Gonzaga Leal
- 2008 - Natal bem brasileiro
- 2008 - Samba-nova
- 2008 - Think Global: Acoustic Brazil
- 2008 - Viva Cartola! 100 anos
- 2007 - The Rough Guide to the Music of Brazil (2nd Edition)
- 2006 - Da lapa
- 2006 - Sitio do Picapau Amarelo
- 2005 - Sérgio Natureza & Amigos: Um Pouco de Mim
- 2004 - Jogo de cintura
- 2003 - Luís Capucho: Lua Singela
- 2003 - 6º Compasso Samba & Choro
- 2000 - Dil Fonseca: Marubá
- 1997 - MPB Compositores Nº 36: Wilson Batista
- 1996 - Ovo—Novíssimos
- 1995 - Estácio & Flamengo - 100 Anos de Samba e Amor
- 1986 - Custódio Mesquita - Prazer em Conhecê-lo